# NGC 2288
NGC 2288 este o galaxie eliptică situată în constelația Gemenii. A fost descoperită în 22 februarie 1849 de către William Parsons, 3rd Earl of Rosse⁠(d).